# 菅野恭子
菅野 恭子（かんの きょうこ、1988年4月9日 - ）は、福島県出身の元バスケットボール選手である。ニックネームは「キョン」。ポジションはフォワード。

## 来歴
桜の聖母学院高等学校から仙台大学を経て、2011年に新潟アルビレックスBBラビッツ入団。
2012年現役引退。

## 経歴
- 桜の聖母学院小学校 - 桜の聖母学院中学校 - 桜の聖母学院高等学校 - 仙台大 - 新潟（2011年〜2012年）